# Трудолюбівка (Коростенський район)
Трудолю́бівка — село в Україні, в Коростенському районі Житомирської області. Населення становить 61 осіб. Входить до складу Малинської міської громади.
У 1923—35 роках — адміністративний центр Дерманівської сільської ради Базарського району

## Населення

### Мова
Розподіл населення за рідною мовою за даними перепису 2001 року:
| Мова       | Кількість | Відсоток |
| ---------- | --------- | -------- |
| російська  | 40        | 65.57%   |
| українська | 20        | 32.79%   |
| румунська  | 1         | 1.64%    |
| Усього     | 61        | 100%     |